# El Árbol
El Árbol är en ort i kommunen Lerma i delstaten Mexiko i Mexiko. Samhället hade 677 invånare vid folkräkningen år 2020.